# Météorite du lac Tagish
Tagish Lake
«  Yukon (météorite) » redirige ici. Pour les autres significations, voir Yukon.
Pour les articles homonymes, voir Tagish.
La météorite du lac Tagish, par anglicisme la météorite Tagish Lake ou simplement Tagish Lake, est une météorite tombée en 2000 près du lac Tagish (Yukon et Colombie-Britannique, Canada).
C'est une chondrite carbonée de type C2, non groupée. Ses morceaux vont du gris sombre au noir avec de petites inclusions colorées, et pèsent en moyenne 2,3 kg. Ils ont l'apparence de morceaux de charbon.

## Histoire
Tagish Lake est tombée le 18 janvier 2000 à 16 h 43 heure locale dans le nord-ouest du lac Tagish. Sa chute a été précédée de son explosion dans la haute atmosphère à une altitude comprise entre 50 et 30 km, avec une énergie estimée à 1,7 kt TNT. Le passage de la boule de feu en haute altitude a été repéré par les satellites et les sismographes. Avant d'être nommée officiellement, la météorite a été dénommée Yukon meteorite (« météorite du Yukon »).
Plus de 500 fragments ont été retrouvés sur la surface gelée du lac, retrouvés essentiellement au niveau du Taku Arm. On estime qu'avant son entrée dans l'atmosphère Tagish Lake avait une masse de 56 t pour un diamètre de 4 m, et que 97 % de cette masse ont été vaporisés, à l'origine de nuages noctulescents visibles au nord-ouest d'Edmonton (Alberta) au coucher du soleil, douze heures après l'événement. Sur les 1 300 kg de roches fragmentées ayant atteint la surface terrestre, seulement 10 kg ont été retrouvés et étudiés. 

## Origine
Le corps parent de Tagish Lake pourrait être un astéroïde de type D. Ces astéroïdes sont extrêmement rares à proximité de l'orbite terrestre et dans la zone interne de la ceinture principale, plus fréquents dans la zone externe et dominants chez les troyens de Jupiter,.
La comparaison des spectres de réflexion de 21 échantillons de la météorite et de 86 astéroïdes de type D indique que le corps parent pourrait être l'astéroïde Amor (17274) 2000 LC16.